# Sven Karič
Sven Šoštarič Karič (ur. 7 marca 1998) – słoweński piłkarz, grający na pozycji obrońcy. W sezonie 2021/2022 zawodnik NK Domžale. Reprezentant kraju.

## Kariera juniorska
Do 2017 roku wychowywał się w NK Maribor, zagrał tam 2 spotkania. Od 1 lutego 2017 roku grał w Derby County F.C. Zagrał tam 28 meczów.

## Kariera klubowa
5 lutego 2019 roku wrócił do ojczyzny, by grać w NK Domžale. W tym klubie zadebiutował 21 lipca w meczu przeciwko NK Olimpija, przegranym 4:2. w debiucie strzelił gola – do siatki trafił w 23. minucie. Pierwszą asystę zaliczył 16 lipca 2020 roku w meczu przeciwko NK Aluminij, wygranym 2:5. Asystował przy golu w 47. minucie. W swoim pierwszym sezonie zagrał 23 mecze, strzelił 2 gole i zanotował asystę.
W sezonie 2020/2021 zagrał 30 meczów, trzy razy trafił do siatki i tyle samo razy asystował.
Łącznie do 8 stycznia 2022 roku zagrał 70 meczów, strzelił 6 goli i zanotował 5 asyst.

## Kariera reprezentacyjna
W kadrze U-16 zagrał 2 mecze.
W reprezentacji U-17 zagrał 4 mecze.
W kadrze do lat 18 zagrał 5 meczów, strzelił też gola
W reprezentacji do lat 19 zaliczył 12 spotkań.
A w kadrze U-21 zagrał 8 meczów.
W seniorskiej reprezentacji zadebiutował 4 czerwca 2021 roku w meczu przeciwko Gibraltarowi, grając cały mecz. Później także siedział na ławce podczas innych meczów.